# Лейпцигская площадь

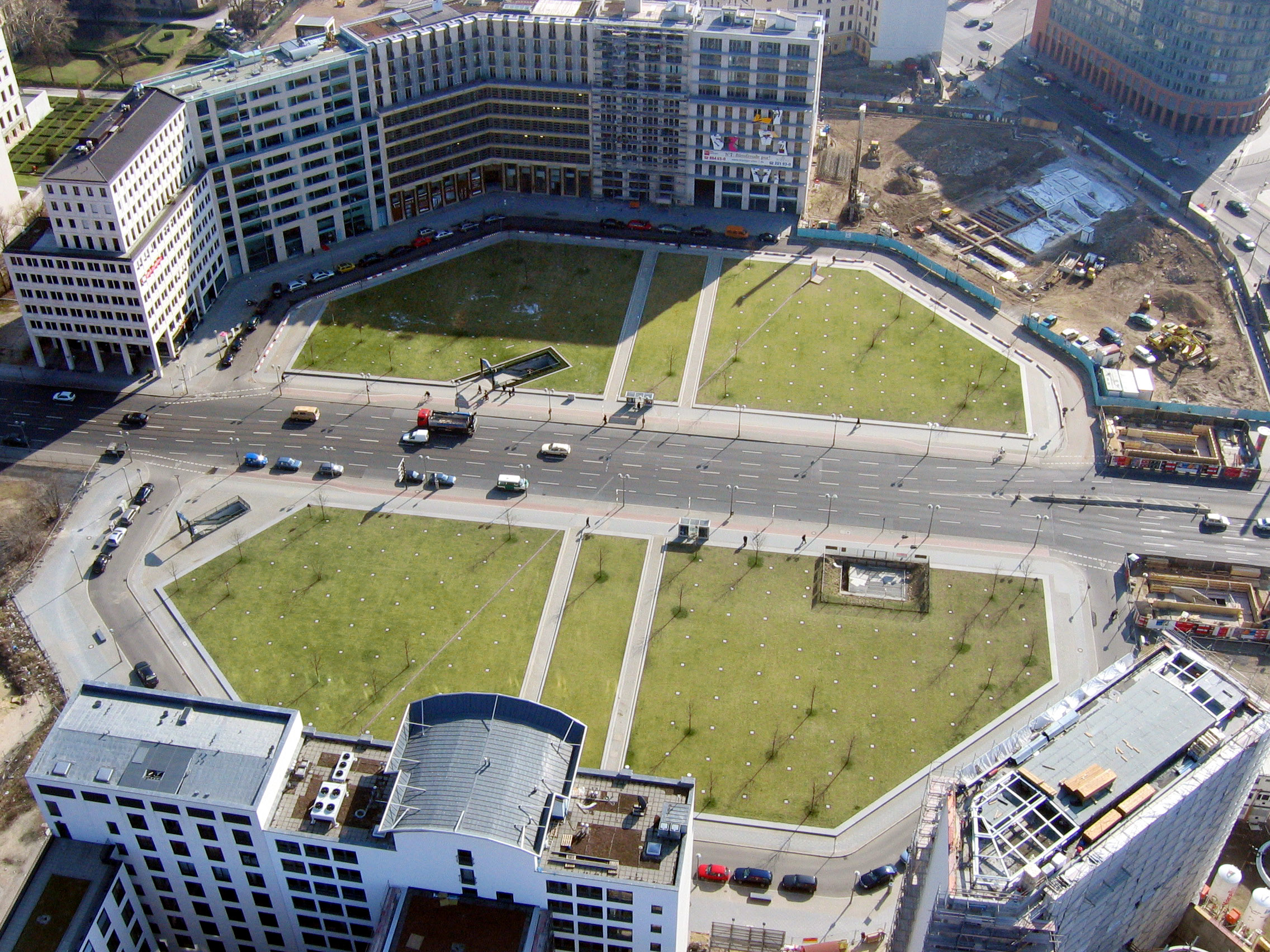
Лейпцигская площадь имеет восьмиугольную форму.

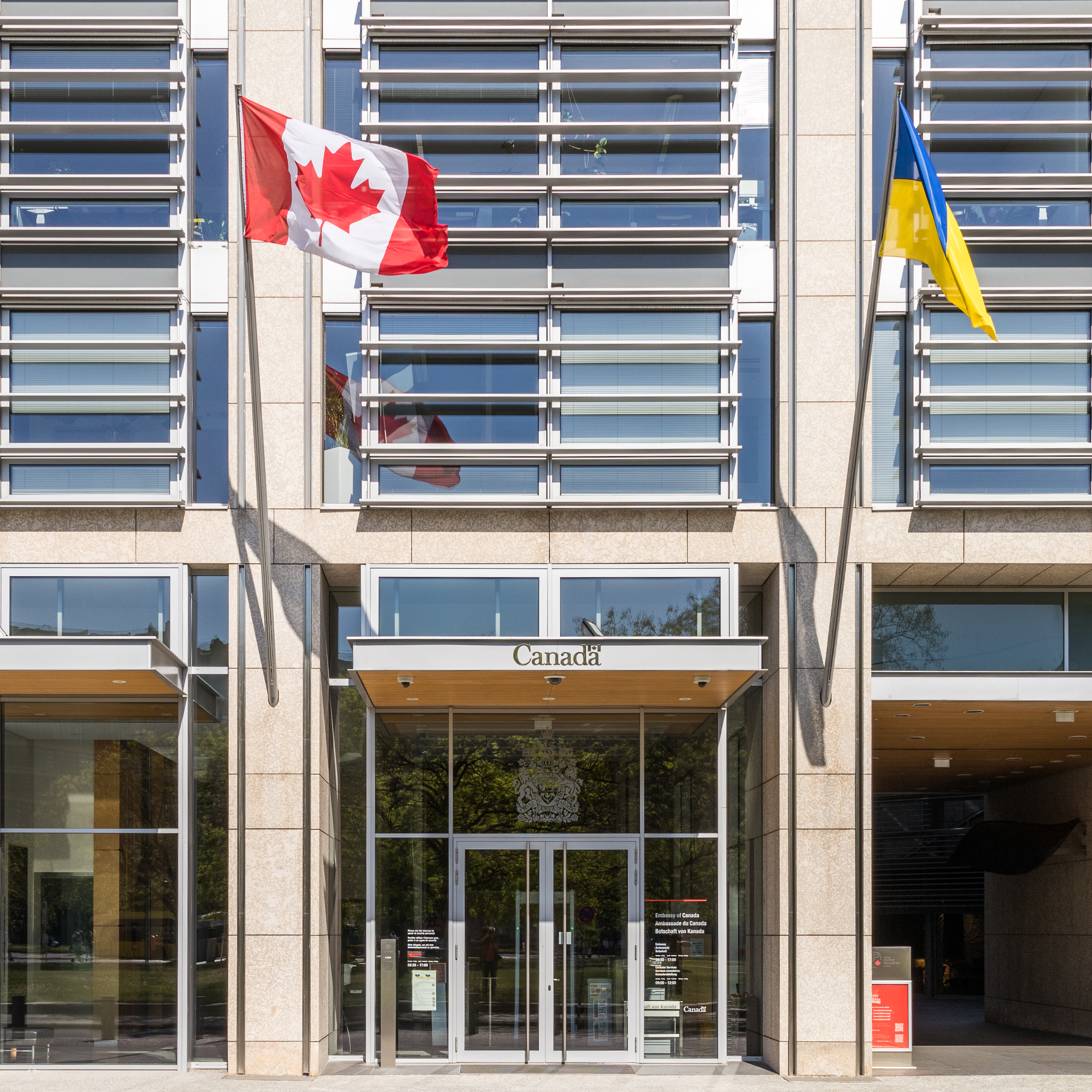
Посольство Канады в Берлине.

Лейпцигская площадь (нем. Leipziger Platz) — площадь в центре Берлина, граничащая на западе с Потсдамской площадью. От восточного края площади берёт начало Лейпцигская улица.
Восьмиугольная площадь под названием Октогон была заложена одновременно с современными Парижской площадью и площадью Меринга в 1732—1738 годах по проектам Филиппа Герлаха. В 1814 году площадь Октогон была переименована в Лейпцигскую в честь Битвы народов.
Во времена кайзеровской Германии на южной стороне площади размещалось прусское министерство сельского хозяйства, у юго-восточного края — прусское министерство торговли, а у северо-восточного — морское министерство. До 1867 года Лейпцигскую площадь от Потсдамской отделяла таможенная стена. В конце XIX века на Лейпцигской площади был возведён торговый дом «Вертхайм».
После Второй мировой войны застройка Лейпцигской площади оказалась в руинах, которые были впоследствии снесены. Берлинская стена в 1961 году прошла по Потсдамской площади с севера на юг. Северо-западная часть Лейпцигской площади оказалась в пограничной полосе. Её застройка началась только после объединения Германии в 1990 году, и площадь вновь стала обретать восьмиугольную форму. В 1998 году появился дворец Моссе. В 2005 году в новое здание на Лейпцигской площади, 17 въехало посольство Канады. На месте торгового дома «Вертхайм» 25 сентября 2014 года открылся многофункциональный торговый центр LP12 Mall of Berlin.